# Innocent (manga)
Pour les articles homonymes, voir Innocent.
Innocent (イノサン, Inosan) est un seinen manga de Shin'ichi Sakamoto, prépublié dans le magazine Weekly Young Jump entre janvier 2013 et mai 2015 et publié par l'éditeur Shūeisha en 9 volumes reliés. La version française est éditée par Delcourt/Tonkam dans la collection « seinen ».
Une série dérivée, Innocent Rouge (イノサン Rouge), est prépubliée dans le Grand Jump entre mai 2015 et janvier 2020 et publiée en un total de 12 volumes reliés. La version française est également éditée par Delcourt/Tonkam.

## Synopsis
Le manga retrace librement l'histoire de la famille Sanson en suivant la carrière de Charles-Henri Sanson, bourreau français pour la cour du roi Louis XVI puis sous la Première République française.

## Personnages
- Charles-Henri Sanson
- Marie-Josèphe Sanson

## Sources et inspirations
En 2011, Shin'ichi Sakamoto visite Paris, le château de Versailles et le musée du Louvre est en ressort avec l'idée de travailler sur un prochain manga qui se déroulerait en France. C'est la lecture du roman Sanson, le bourreau du chercheur japonais Masakatsu Adachi qui le décide à travailler sur la vie du bourreau français Charles-Henri Sanson à la fin du XVIIIe siècle. Le titre Innocent est par ailleurs tiré du roman, puisque Adachi rapporte que Sanson se serait exclamé "Je suis innocent" face à ses détracteurs. Comme Sakamoto le souligne dans une interview : "Je trouvais cette phrase aussi simple que forte".
Sakamoto ne souhaite pas faire une étude historique, bien qu'il essaie de respecter tous les faits importants. Certaines relations, comme celle de Charles-Henri Sanson et Jean sont une pure invention de sa part. Pour les environnements, il se base notamment sur des photographies prises lors de ses séjours en France. Ce travail est complété par ses assistants qui font des recherches supplémentaires pour éviter les anachronismes.

## Manga
Innocent est scénarisé et dessiné par Shin'ichi Sakamoto. La série est prépubliée dans le Weekly Young Jump entre le 31 janvier 2013 et le 16 avril 2015,,,. L'éditeur Shūeisha compile les chapitres en un total de neuf tankōbon sortis entre le 19 juin 2013 et le 19 mai 2015,. La version française est publiée par Delcourt/Tonkam dans la collection « seinen » en autant de volumes sortis entre le 18 mars 2015 et le 30 novembre 2015.
Une suite intitulée Innocent Rouge est prépubliée dans le Grand Jump entre le 20 mai 2015 et le 8 janvier 2020,,. L'éditeur Shūeisha compile les chapitres en un total de douze tankōbon sortis entre le 19 octobre 2015 et le 19 février 2020,. La version française est publiée par Delcourt/Tonkam dans la collection « seinen » depuis le 19 octobre 2015.

### Liste des volumes

#### Innocent
| no | Japonais          | Japonais          | Français          | Français          |
| no | Date de sortie    | ISBN              | Date de sortie    | ISBN              |
| -- | ----------------- | ----------------- | ----------------- | ----------------- |
| 1  | 19 juin 2013      | 978-4-08-879565-2 | 18 mars 2015      | 978-2-7560-7003-2 |
| 2  | 19 septembre 2013 | 978-4-08-879708-3 | 6 mai 2015        | 978-2-7560-7115-2 |
| 3  | 19 décembre 2013  | 978-4-08-879718-2 | 1er juillet 2015  | 978-2-7560-7116-9 |
| 4  | 19 mars 2014      | 978-4-08-879768-7 | 16 septembre 2015 | 978-2-7560-6871-8 |
| 5  | 19 juin 2014      | 978-4-08-879854-7 | 2 décembre 2015   | 978-2-7560-6872-5 |
| 6  | 19 septembre 2014 | 978-4-08-879898-1 | 2 mars 2016       | 978-2-7560-7523-5 |
| 7  | 19 décembre 2014  | 978-4-08-890076-6 | 15 juin 2016      | 978-2-7560-7524-2 |
| 8  | 19 mars 2015      | 978-4-08-890128-2 | 21 septembre 2016 | 978-2-7560-8276-9 |
| 9  | 19 mai 2015       | 978-4-08-890195-4 | 30 novembre 2016  | 978-2-7560-8277-6 |

#### Innocent Rouge
| no | Japonais         | Japonais          | Français          | Français          |
| no | Date de sortie   | ISBN              | Date de sortie    | ISBN              |
| -- | ---------------- | ----------------- | ----------------- | ----------------- |
| 1  | 19 octobre 2015  | 978-4-08-890267-8 | 26 avril 2017     | 978-2-7560-9565-3 |
| 2  | 19 mai 2016      | 978-4-08-890414-6 | 7 juin 2017       | 978-2-7560-9566-0 |
| 3  | 19 juillet 2016  | 978-4-08-890503-7 | 15 novembre 2017  | 978-2-7560-9567-7 |
| 4  | 19 octobre 2016  | 978-4-08-890535-8 | 14 février 2018   | 978-2-413-00266-6 |
| 5  | 17 mars 2017     | 978-4-08-890620-1 | 16 mai 2018       | 978-2-413-00313-7 |
| 6  | 18 août 2017     | 978-4-08-890736-9 | 22 août 2018      | 978-2-413-01003-6 |
| 7  | 19 décembre 2017 | 978-4-08-890834-2 | 16 janvier 2019   | 978-2-413-01004-3 |
| 8  | 16 juin 2018     | 978-4-08-891032-1 | 18 septembre 2019 | 978-2-413-01587-1 |
| 9  | 19 novembre 2018 | 978-4-08-891131-1 | 5 février 2020    | 978-2-413-02654-9 |
| 10 | 17 mai 2019      | 978-4-08-891292-9 | 10 février 2021   | 978-2-413-02774-4 |
| 11 | 19 novembre 2019 | 978-4-08-891412-1 | 3 mars 2021       | 978-2-413-04075-0 |
| 12 | 19 février 2020  | 978-4-08-891486-2 | 29 décembre 2021  | 978-2-41-304076-7 |

## Distinctions
Innocent est sélectionné dans la catégorie manga du 17e Japan Media Arts Festival en 2013, dans la catégorie « prix des lecteurs » du Prix culturel Osamu Tezuka 2014 et lors du Grand prix du Manga 2015.
Innocent Rouge reçoit le prix d'excellence du Japan Media Arts Festival 2021.